# Línea de la Beira Baixa
La Linha de la Beira Baixa, originalmente denominada como Ferrocarril de la Beira Baixa, es una vinculación ferroviaria entre las estaciones de Entroncamento y Guarda, en Portugal; fue inaugurada el 11 de mayo de 1893, estando formada en ese momento, tan solo por el tramo entre Abrantes y Guarda.

## Características y explotación

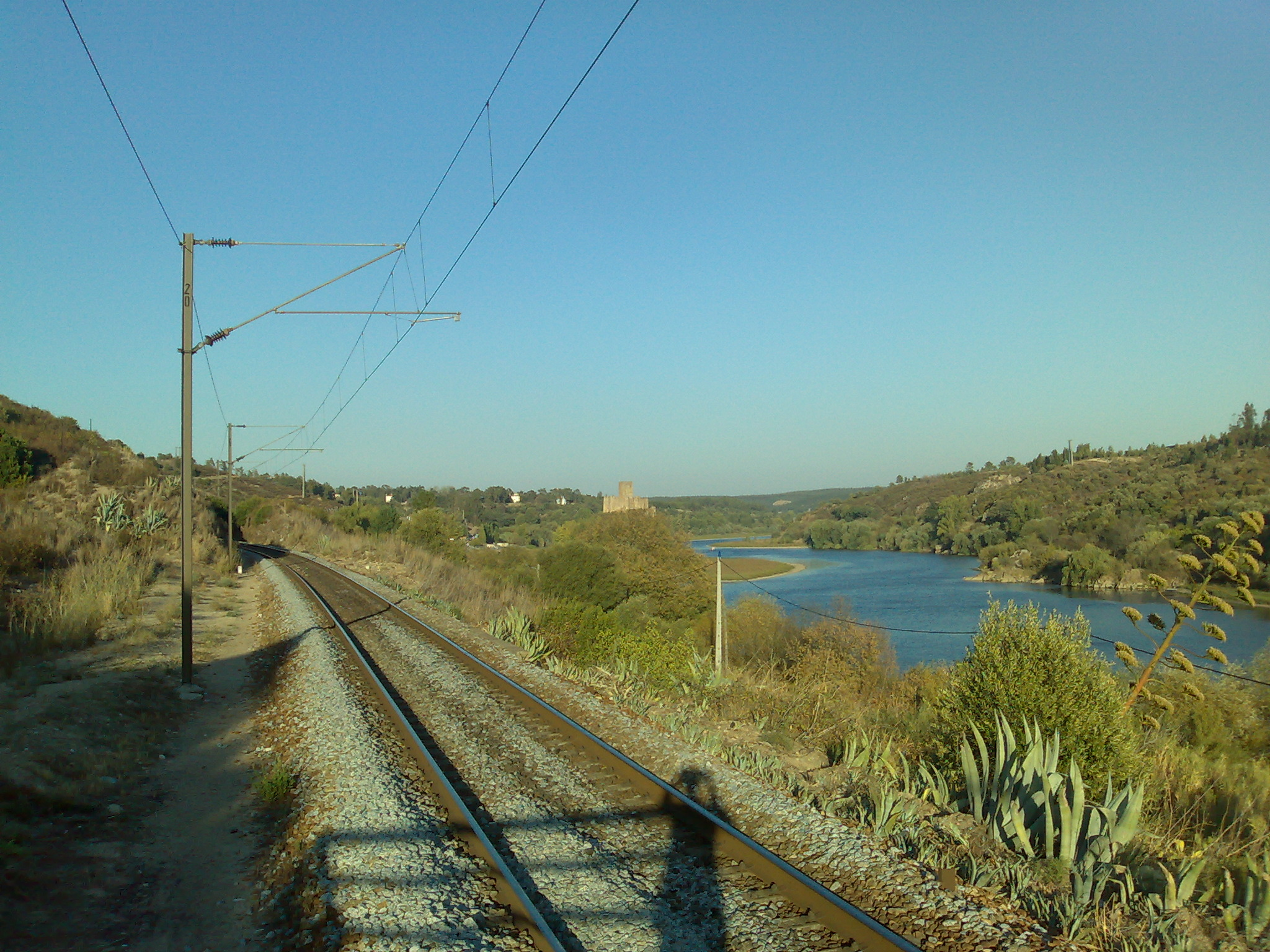
Castillo de Almourol, visto desde la estación de Tancos

### Trazado y descripción
Parte del trayecto de esta línea transita junto al río Tajo, pasando junto a la presa de Fratel, y otro segmento circula adjunto a la frontera con España, rodeando la Sierra de la Estrella; sirve principalmente a los territorios de la antigua provincia de la Beira Baixa, de la cual recibió el nombre.
El tramo entre Covilhã y Guarda posee un viaducto, de construcción metálica, que, en noviembre de 1992, limitaba el paso de las composiciones a una velocidad de 20 kilómetros por hora.
Era considerada de operación difícil, debido a sus especificidades, por lo que la operadora Caminhos de Ferro Portugueses destinó sus locomotoras de la CP Serie 1550 para efectuar los servicios en esta línea.

### Material circulante y servicios
En 1994, circulaban, entre Guarda y Covilhã, servicios Regionales de pasajeros, asegurados por automotores de la CP Serie 0300; en la estación de Covilhã y de Castelo Branco, también se realizaban maniobras de los convoyes colectores-repartidores, utilizando locomotoras de la CP Serie 1550. Estas locomotoras también remolcaban, en ese momento, hasta Entroncamento, los convoyes regionales entre Covilhã y Lisboa; también se realizaban servicios InterCidades entre estos dos destinos, remolcados por las locomotoras de la misma serie, y servicios Interregionales, entre Lisboa y Castelo Branco.

### Obras de arte

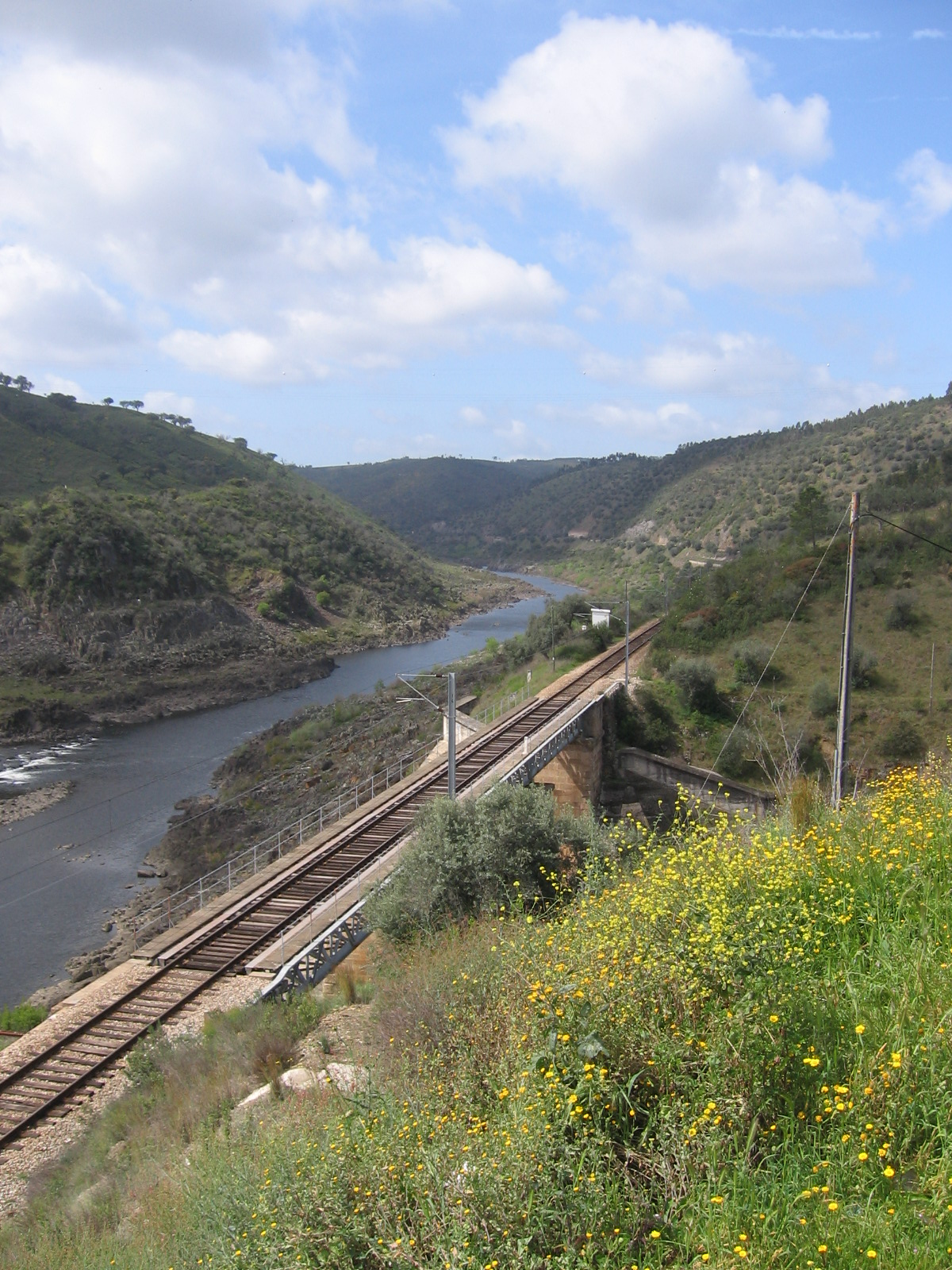
Puente de la Vera del Cereixo de la línea de la Beira Baixa en el valle del río Tajo

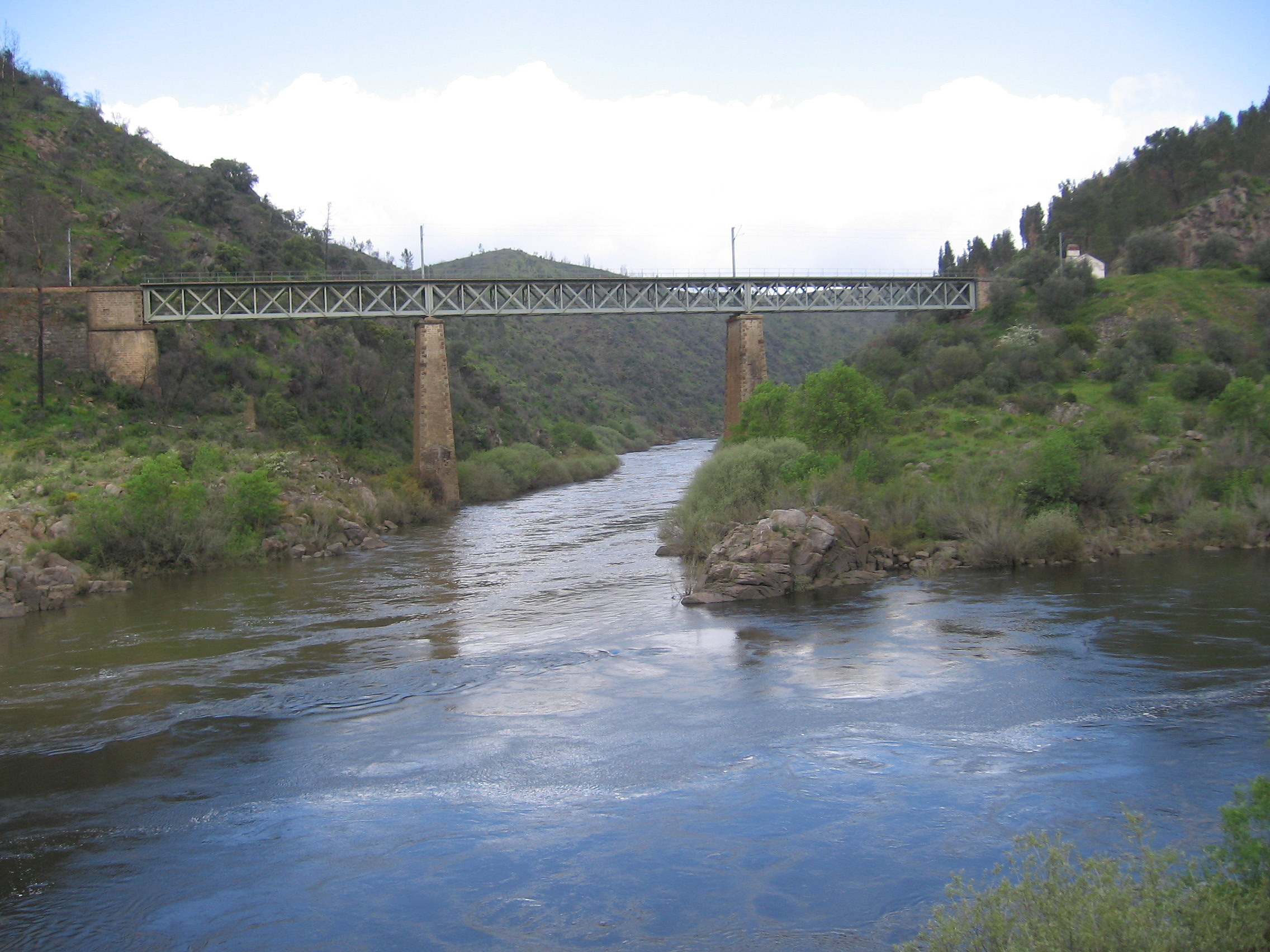
Puente sobre el río Ocreza, línea de la Beira Baixa

#### Puentes
- Tajo - 427,7m
- Alferrarede - 21,6 m
- Ribeira de Vide - 21,6 m
- Laranjeiras - 21,4 m
- Figueiras Varandas - 21,4 m
- Vale de Figueira - 10,8 m
- Foz dos Cordeiros - 21,6 m
- Ribeira Fria - 51,6 m
- Alvega (Ribeira da Foz) - 21,6 m
- Várzea (Ortiga) - 16,2 m
- Ribeira de Eiras - 81,5 m
- Arriacha - 21,4 m
- Ribeira de Canas - 78,6 m
- Cova Fundeira - 65,5 m
- João Azevedo - 31,6 m
- Cachão da Negra - 41,8 m
- Ribeira do Meirinho - 61,6 m
- Peral - 130,7 m
- Ribeira (Foz da Figueira) - 31,6 m
- Ribeira de Canha - 78,6 m
- Ocreza - 104,7m
- Foz do Cerejo - 65,5 m
- Palhais - 31,6 m
- Barroca - 41,8 m
- Barroca do Braço - 31,6 m
- Foz de Figueira 2 - 31,6 m
- Foz do Açúcar - 41,8 m
- Abutreira (Abitureiras) - 27,6 m
- Giestais - 29,6 m
- Nave das Oliveiras - 31,6 m
- Linhar Alheio - 31,6 m
- Ribeira das Oliveiras - 31,6 m
- Gonçalo Magro - 65,5 m
- Gonçalinho - 31,6 m
- Presa - 29,6 m
- Vila Ruiva - 31,6 m
- Nossa Senhora da Barroca - 41,8 m
- São Pedro - 160,7 m
- São Pedro - 16,1 m
- Cerejal 1 - 13,6 m
- Cerejal 2 (Ribeirão) - 31,6 m
- Cerejal 3 - 104,7 m
- Rodeios - 61,6 m
- Enxames - 41,8 m
- Carneiros - 41,8 m
- Alcaide - 41,8 m
- Alverca - 10,8 m
- Meimoa - 62,2 m
- Zêzere 1 - 21,6 m
- Zêzere 2 - 104,7 m
- Negra - 20 m
- Carpinteira - 51,9 m
- Viaducto de Flandres - 80 m
- Corge - 209 m
- Zêzere 2 - 120,7 m
- Belmonte - 4,9 m
- Pina - 16,2 m
- Maçainhas - 130,7 m
- Gogos - 130,7 m
- Rebolal - 26,4 m
- Tapada das Cortes - 31,6 m
- Galrita (Gualrita) - 78,6 m
- Penha da Barroca - 120,7 m
- Silveiras - 31,6 m
- Noémi - 36 m
- Diz - 12,6 m

#### Túneles
- Outeiro Pequeno (102m)
- Outeiro Grande (213m)
- Portas de Ródão (91m)
- Barca de Ródão (116m)
- Tostão (189m)
- Tavelinha (100m)
- Alpedrinha (65m)
- Gardunha (646m)
- Penamacor o Vale de Ferro (57m)
- Sabugal o Barracão (398m)

## Historia

### Planificación, construcción e inauguración
Ya en 1845 se pensaba en construir una vinculación ferroviaria hasta Madrid, atravesando el Río Tajo junto a Vila Nova da Barquinha, y pasando por Talavera de la Reina y Casarubia; esta idea apareció en una ley publicada el 26 de febrero de 1876 y en una propuesta del 7 de febrero de 1879, pero el primer plan concreto para la construcción del tramo en territorio nacional solo surgió con una propuesta del 9 de enero de 1883, que, después de varios debates, fue validada por una ley del 26 de abril, abriéndose entonces el concurso para su construcción el 2 de agosto. No obstante, los concurrentes del concurso protestaron de una de las cláusulas de regulación del rescate, por el que el texto fue modificado, y lanzado un nuevo concurso; solo hubo, sin embargo, un participante, la Compañía Real dos Caminhos de Ferro Portugueses, a la cual fue transferido el contrato provisional, el 15 de noviembre, que fue aprobado por una ley publicada el 24 de mayo del año siguiente. Este contrato estableció que la concesión solo podría pasar de manera definitiva después de que la Compañía cambiase sus estatutos, de forma que modificase la composición de sus administradores, cuya mayoría debería ser de nacionalidad portuguesa; la compañía aceptó a regañadientes esta condición, siendo publicados los nuevos estatutos el 25 de junio de 1885, y el contrato definitivo, para la construcción y explotación de la línea, con una garantía de intereses del 5,5%, fue firmado el 29 de julio. Las obras se iniciaron a finales del mismo año.
Ya alrededor de 1877, cuando estaba siendo planeada la Línea de la Beira Alta, también se pensou en hacer la Línea de la Beira Baixa hasta la frontera española, pasando por Monfortinho; posteriormente, se propuso hacer esta vinculación a través de la construcción de un ramal, transitando por aquella localidad, pero, en 1905, esta idea ya había sido abandonada.
El 17 de enero de 1888, el gobierno aprobó el plan para una variación del trazado, presentado por la Compañía Real, que se refería al tramo entre los quilómetros 14,020 y 16,860; en el mismo día, también autorizó una alteración en el Túnel de Cobertizo.
La construcción de esta línea fue considerada una de las más difíciles en Portugal, siendo empleadas varias obras de arte, y de grandes dimensiones. El primer tramo, entre Abrantes y Covilhã, fue inaugurado el 6 de septiembre de 1891, mientras que el segundo tramo, desde aquel punto hasta la Guarda, fue terminado el 11 de abril de 1893, e inaugurado el 11 de mayo del mismo año. Fue planeado aprovechar parte del trazado de esta Línea para construir una vinculación ferroviaria entre Lisboa y Madrid, pero se decidió hacer esta unión por el Ramal de Cáceres, por Valência de Alcântara.
En el momento de la inauguración, esta línea era considerada como una de las más sólidas y seguras para la circulación ferroviaria en el territorio nacional, pudiendo ser alcanzadas, en algunos tramos, las velocidades de 60 y 75 quilómetros por hora.

### sigloXX

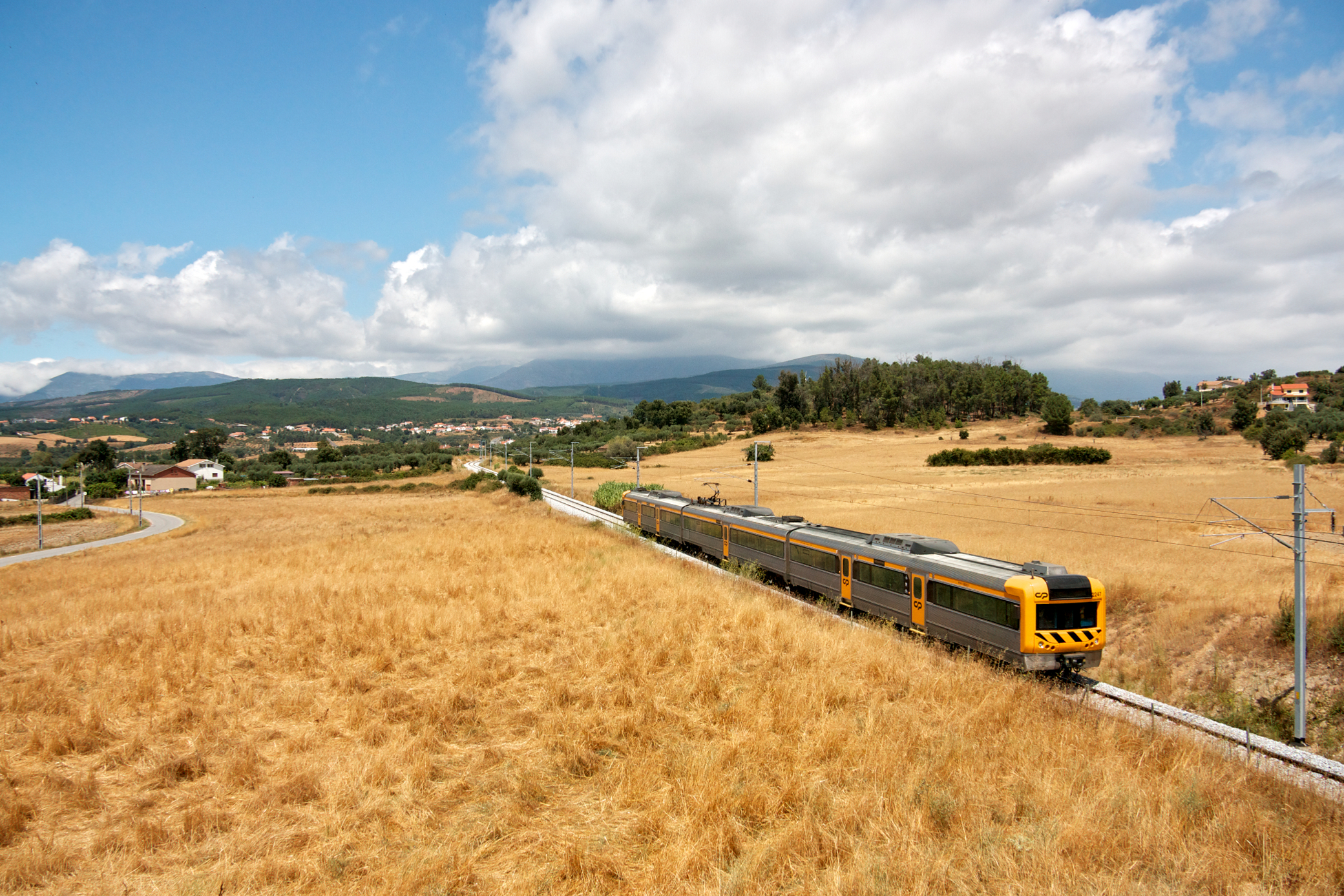
Automotor de la CP serie 2240, en servicio regional con destino a Castelo Branco

En 1902, esta era unas de las conexiones ferroviarias portuguesas con el peor registro de atentados y vandalismo contra los convoyes y la vía; en el mismo año, el Túnel de Cobertizo se encontraba en un avanzado estado de degradación, teniendo la Compañía Real realizado obras de reparación.
En el Boletín del Gobierno del 13 de septiembre de 1926, fueron publicadas varias circulares, fechadas del día 9 del mismo mes, que se referían a expropiaciones para construir varias viviendas para guardas de pasos a nivel, en esta línea. En 1933, la circulación fue interrumpida en el Túnel del Sabugal, para la realización de obras en esta infraestructura.
En la década de 1990, fueron introducidas, en los servicios Intercidades entre la capital portuguesa y Covilhã, vagones modernizados, fabricados originalmente por la empresa Sociedades Reunidas de Fabricações Metálicas. En abril de 1992, ya se planeaba la electrificación del tramo entre Entroncamento y el Ramal de Pego, para servir el importante tráfico de carbón para la Central Termoeléctrica de Pego.

### sigloXXI
El Proyecto Línea de la Beira Baixa, implementado por la Red Ferroviaria Nacional, se propuso realizar varias intervenciones en esta línea, como la preparación del tramo entre Entroncamento y Mouriscas, para el paso de composiciones de carbón provenientes de la Central de Pego; está modificación intentaba eliminar las restricciones de carga existentes, adaptar la vía para la tracción eléctrica, e instalar nuevos equipamientos de telecomunicaciones y de señalización, y para el Comando Centralizado de Tráfico.